# Lady Pank
A Lady Pank Jan Borysewicz és Andrzej Mogielnicki által 1981-ben Wrocławban alapított lengyel rockegyüttes. Az első csapat a következőkből állt: Jan Borysewicz, Janusz Panasewicz, Paweł Mścisławski, Edmund Stasiak és Jarosław Szlagowski.
1983-ban a zenekar fellépett a Rock in Opole rendezvényen, majd egy évvel később részt vett a Przeboje - Opole '84 koncerten a Still more alien és a Castles on the sand című dalokkal. 

## Tagok
- Jan Borysewicz - gitár, ének
- Janusz Panasewicz - ének
- Kuba Jabłoński - dob
- Krzysztof Kieliszkiewicz - basszusgitár
- Michał Sitarski – gitár

## Diszkográfia
- Lady Pank (1983)
- Ohyda (1984)
- Drop Everything (1985) MCA Records
- LP 3 (1986)
- O dwóch takich, co ukradli Księżyc cz. I (1986)
- O dwóch takich, co ukradli Księżyc cz. II (1987)
- Tacy sami (1988)
- Zawsze tam, gdzie ty (1990)
- Lady Pank '81-'85 (1992)
- Nana (album) (1994)
- "Mała wojna" akustycznie (1995)
- Ballady (1995)
- Gold (1995)
- The Best of Lady Pank (1990)
- Międzyzdroje (1996)
- Zimowe graffiti (1996)
- W transie (1997)
- Łowcy głów (1998)
- Koncertowa (1999)
- Złote przeboje (2000)
- Nasza reputacja (2000)
- Besta Besta (2002)
- The Best Lady Pank - "Zamki na piasku" (2004)
- Teraz (2004)
- Strach się bać (2007)
- Maraton (2011)